# Friedrich Wilhelm Dankberg
Friedrich Wilhelm Gustav Dankberg (* 9. Oktober 1819 in Halle (Westf.); † 13. Oktober 1866 in Berlin) war ein deutscher Bildhauer und Stuckateur.

## Leben und Wirken
Dankberg lernte in seiner Heimat das Tischlerhandwerk. Als Zwanzigjähriger kam er 1839 als Geselle nach Berlin und verdingte sich zunächst bei einem Tischlermeister. Voller künstlerischer Ambitionen schaute er sich schon bald nach anderer Tätigkeit um. Sein Pflegevater Gustav Wilhelm Kisker ermöglichte ihm 1840 die Einschreibung als Student der Kunstakademie Berlin mit praktischer Ausbildung beim Bildhauer Friedrich Wilhelm Holbein. Nach zwei Jahren Ausbildung trat er mit einer seiner ersten plastischen Figuren, die er „Echo“ nannte, an die Öffentlichkeit. Der zeitgenössische Kunsthistoriker Max Schasler (1819–1903) bezeichnete diese später wegen ihrer „Anmuth in der Form und Gewandtheit der Technik“ als Dankbergs schönstes Werk. Es folgte ein „Löwenkämpfer“, der ebenso Aufmerksamkeit auf den jungen Künstler lenkte. Die Sorge um den Lebensunterhalt und Differenzen mit den Lehrern der Akademie ließen Dankberg 1843 sein Studium beenden und sich der Kunstindustrie, speziell der Bauplastik, zuwenden. In einer alten Wagenremise auf dem Grundstück Zimmerstraße 84 gründete er das Dankberg’sche Institut für architektonische Ornamentik und hatte das Glück, dass ihn der Vermieter, Hofmaurermeister Schneider, tatkräftig mit Rat und Tat unterstützte.
Bereits nach kurzer Zeit wurden u. a. die bekannten Architekten Ludwig Persius, Heinrich Strack und Friedrich Hitzig auf das große Talent Dankbergs aufmerksam und beauftragten ihn mit der Ausführung zahlreicher kleiner und größerer plastischer Arbeiten. In diese Zeit fiel der Bau der Borsigschen Fabrik in Berlin-Moabit, für die Dankberg den Auftrag für sämtlichen dekorativen Schmuck erhielt. In diesem Zusammenhang lernte er auch August Borsig kennen, der ihn mit weiteren Aufträgen und auch finanziell unterstützte.

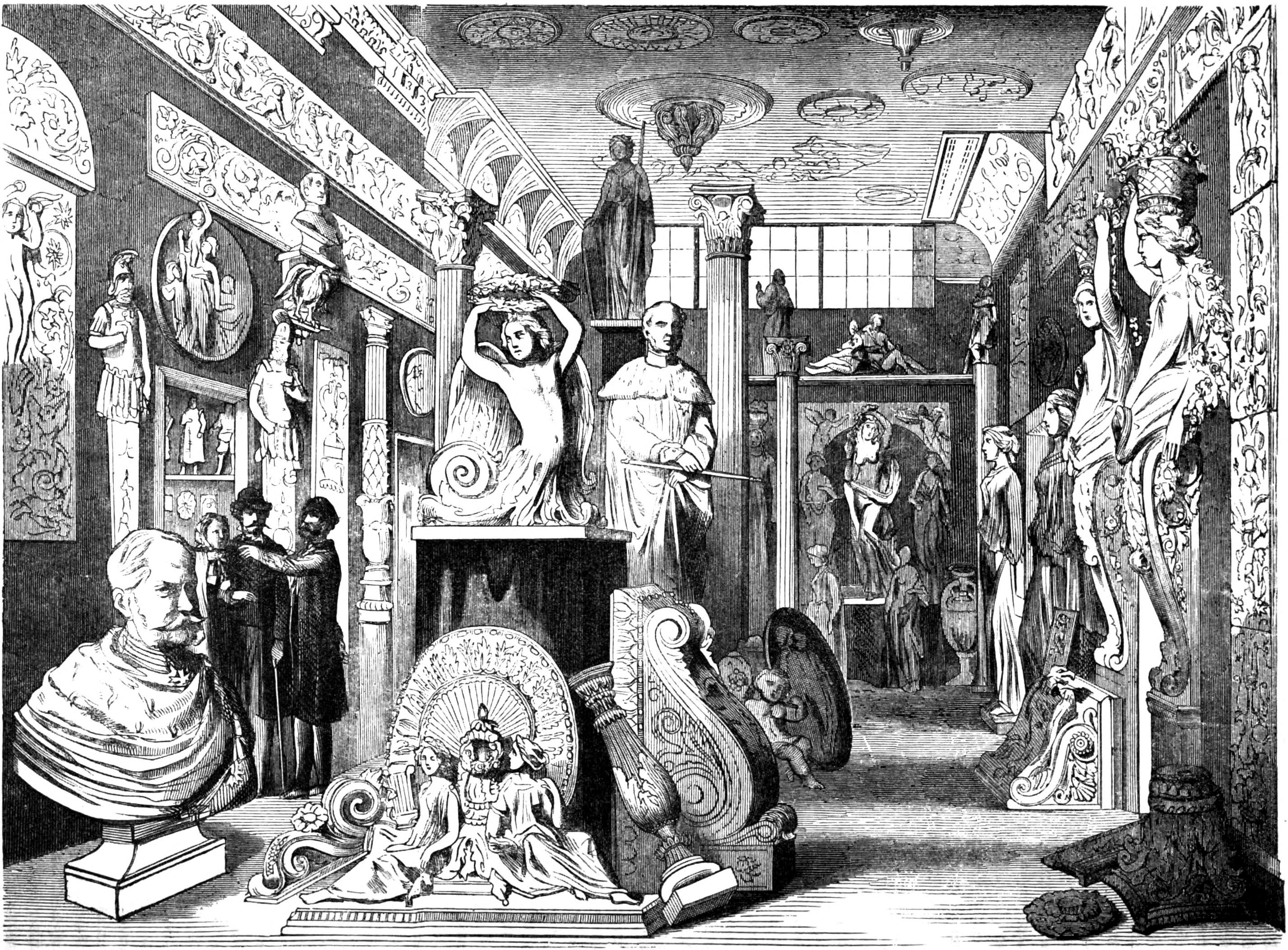
Schausammlung der Dankbergschen Fabrik 1866

Die sich immer mehr anhäufenden Bestellungen von fürstlichen und Privatpersonen erforderten eine Vergrößerung des Unternehmens, das bereits etwa 50 Arbeiter beschäftigte. So beschloss Dankberg zusammen mit seinen Brüdern Carl Ludwig Dankberg (1823–1889) und Heinrich August Dankberg (1828–1888) mit dem Unternehmen auf das Grundstück Friedrichstraße 214 umzuziehen. Zu den Betriebseinrichtungen gehörte neben mehreren Ateliers und Werkstätten jetzt auch eine umfangreiche Muster- und Modellsammlung für architektonische Ornamentik. Das Gebäude, das er zu diesem Zweck errichten ließ, enthielt zahllose Gegenstände der Skulptur und Plastik, Büsten, Figuren, Reliefs, Friese, Karyatiden, Säulen, Kapitelle, Pilaster, Konsolen und architektonische Gliederungen. Zu den zeitweiligen künstlerischen Mitarbeitern des florierenden Unternehmens gehörten die Bildhauer Christian Genschow, Alexander Calandrelli, Ludwig Drake (1826–1897), Carl Heinrich Gramzow (* 1807), Julius Lippelt und Paul Otto Steinbrück.
Größere Aufträge für Dankberg und sein Unternehmen waren die Ausschmückung von Räumen des Babelsberger Schlosses, des Berliner Stadtschlosses, des Schweriner Schlosses, des Schlosses des Fürsten von Hohenzollern in Löwenberg in Schlesien, des Kronprinzenpalais Berlin und des Orangerieschlosses in Potsdam-Sanssouci. Neben Persius, Hitzig und Strack arbeitete Dankberg u. a. für die Architekten Martin Gropius, Hermann Friedrich Waesemann, Friedrich August Stüler, Ludwig Ferdinand Hesse und Friedrich Adler.
Dankberg besaß eine reiche Erfindungsgabe, die sich in den zahllosen verschiedenen Motiven und Modifikationen aller Arten der Ornamentik kundgibt. Eine Reihe viel beachteter Brunnen- und Fontänengruppen ist aus seinem Atelier hervorgegangen.
Dankberg, der 1863 den Königlichen Kronenorden 4. Klasse erhielt, war bis zu seinem Tod Mitglied der Archäologischen Gesellschaft zu Berlin. Max Schasler charakterisierte den Künstler, der an einem Schlaganfall starb, als er herzlich über eine Kritik zur Berliner Akademieausstellung lachte, in seinem Nachruf: „Im Privatleben war Dankberg ein schlichter und biederer Mann, liebenswürdig und gastfreundlich in hohem Grade. Er besaß einen praktischen Verstand und ein heiteres Wesen, das ihm viel Freunde erwarb.“

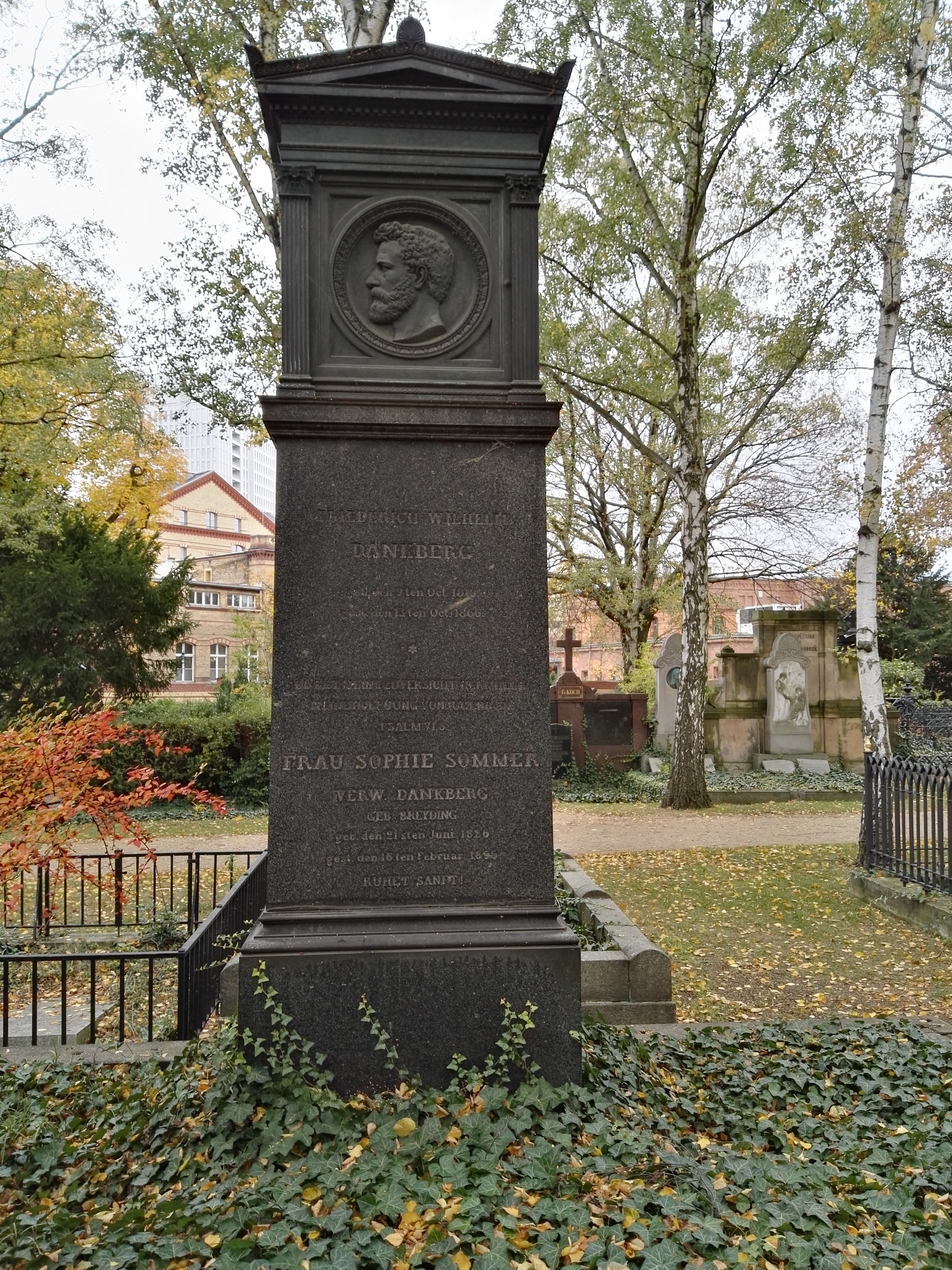
Grabstätte

Friedrich Wilhelm Dankberg wurde auf dem Alten Dorotheenstädtischen und Friedrichswerderschen Friedhof an der Chausseestraße in Berlin-Mitte beigesetzt. Den Entwurf zu seinem antikisierenden Turmgrabmal lieferte Friedrich Hitzig, die Plastiken entstanden in der Dankbergschen Werkstatt. Das ebenso repräsentative, mit farbigen Terrakotten aufwändig verzierte Wandgrab der Brüder Dankbergs hat sich, wenngleich ohne Gittereinfassung, auf dem Friedhof IV der Gemeinde Jerusalems- und Neue Kirche an der Bergmannstraße 45 in Berlin-Kreuzberg erhalten (Ostwand).

## Werk (Auswahl)

### Bauschmuck
- in Potsdam:
  - Schloss Babelsberg (u. a. Figuren der brandenburgischen Kurfürsten im Speisesaal)
  - Friedenskirche
  - Römische Bäder
  - Nikolaikirche
  - Alexander-Newski-Gedächtniskirche
  - Triumphtor (mit Allegorien auf Eisenbahn und Telegrafie)[3]
  - zahlreiche Privatvillen
- in Berlin:
  - Borsigsche Fabrik
  - Diakonissen-Krankenhaus Bethanien (jetzt Künstlerhaus Bethanien)
  - Neues Museum
  - Rotes Rathaus
  - Villa der Fürstin Liegnitz
  - verschiedene Räume im Stadtschloss Berlin (u. a. Paradekammer, Gemäldegalerie, Kapelle)
  - Palais Raczyński
  - Corneliussche Ateliers
  - Villa Borsig
  - Haus Bier am Leipziger Platz
  - Petrikirche
  - Kronprinzenpalais
  - russisches Gesandtschaftshotel
  - Neue Synagoge
  - Tierarzneischule
  - sämtliche von Hitzig erbaute Villen der Victoriastraße
  - Achard‘sche Häuser an der Bellevuestraße
  - Bankgebäude der Disconto-Gesellschaft
  - Pourtalès’sches Haus am Exerzierplatz
  - Villa David Hansemann
  - Neue Börse
  - Dorotheenstädtische Kirche
  - Neue Katholische Kirche
  - Villa Meyerbeer
  - Villa von der Heydt
- in weiteren deutschen Orten:
  - Schloss Schwerin
  - Schloss Löwenberg
  - Herrenhaus Neetzow
  - Herrenhaus Kittendorf
  - Herrenhaus Bredenfelde
  - Herrenhaus Wiebendorf
- im Ausland:
  - Museum Budapest
  - Villa und Palazzo Revoltella in Triest
  - Nationalmuseum Stockholm

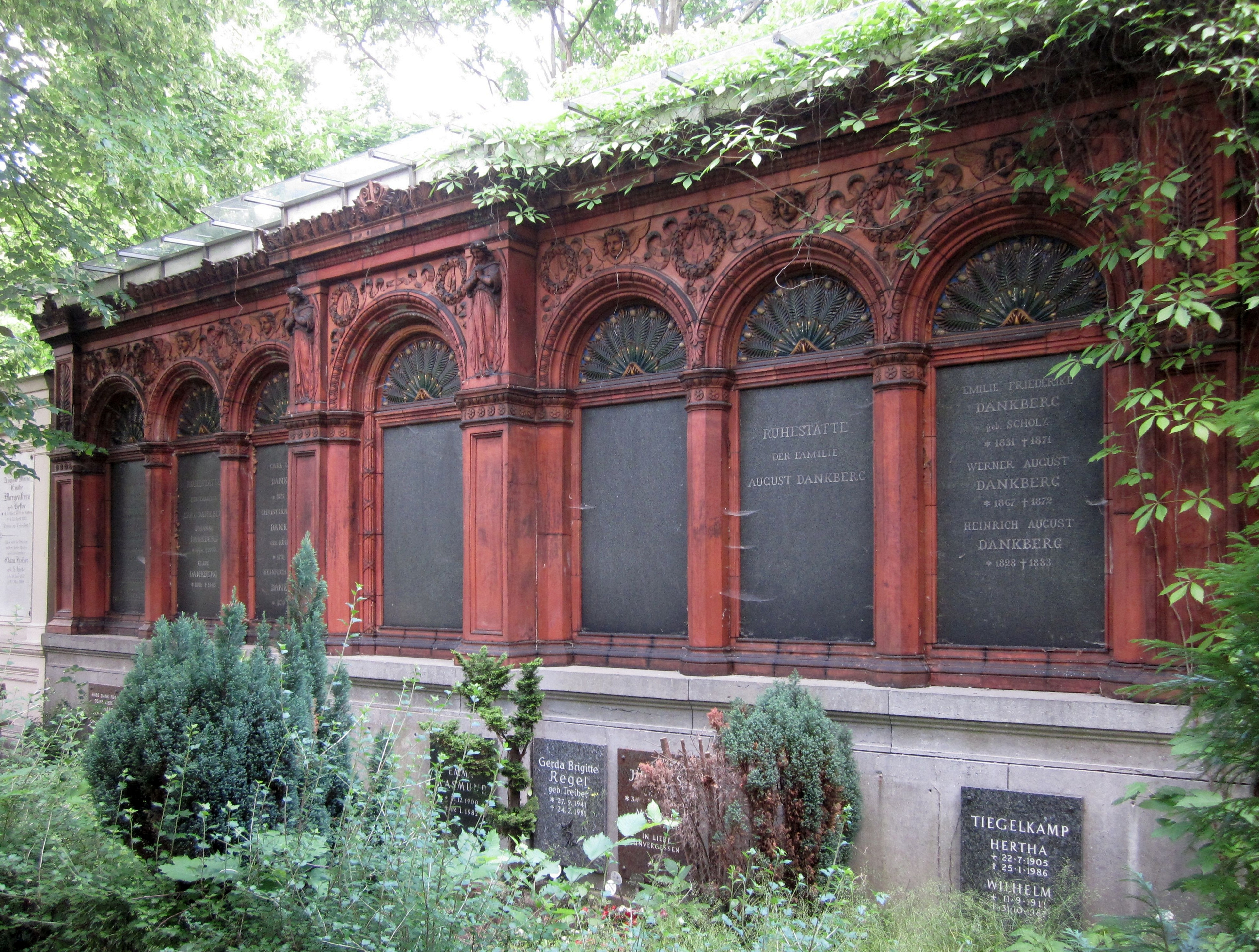
Grabmal Dankberg, Berlin
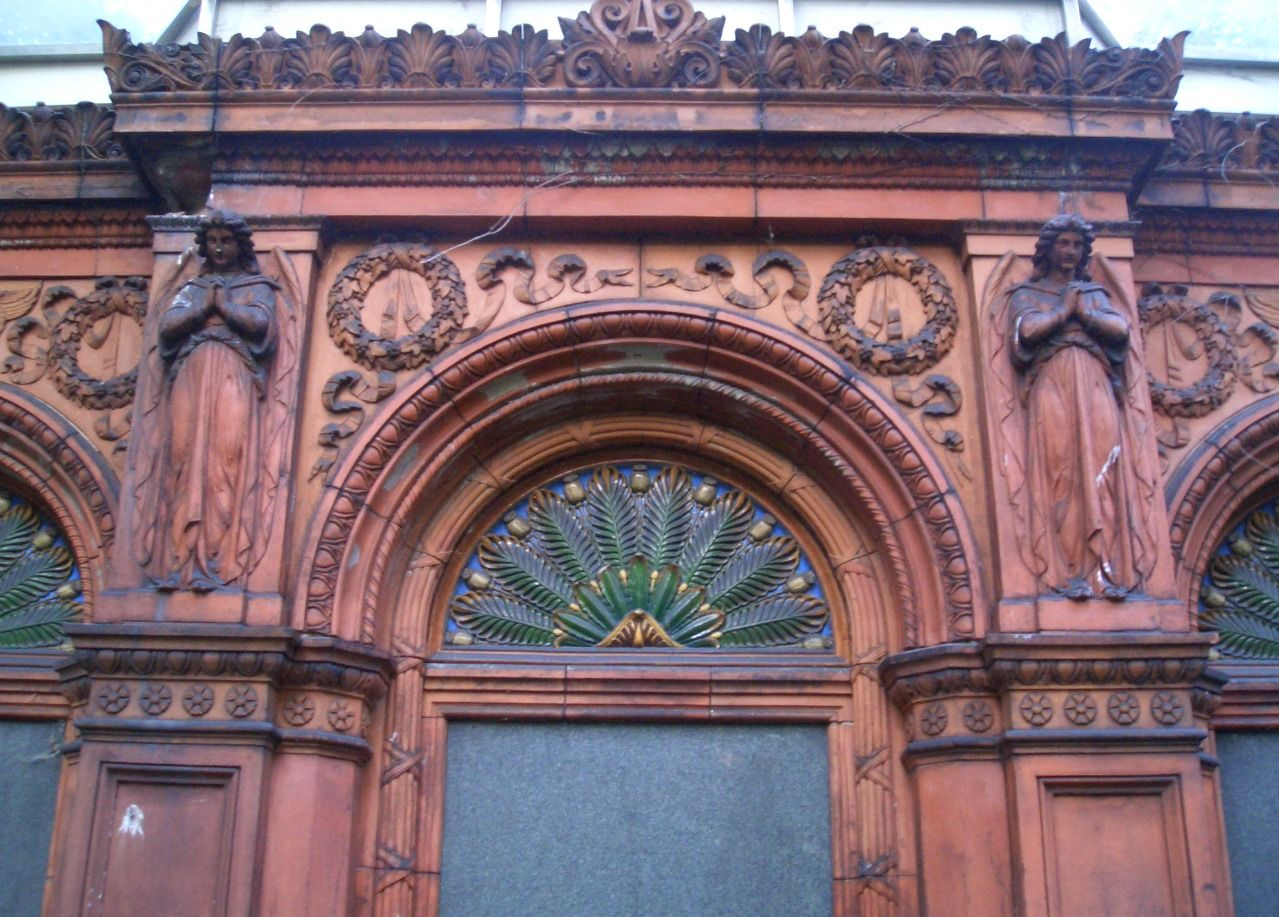
(2) Detail
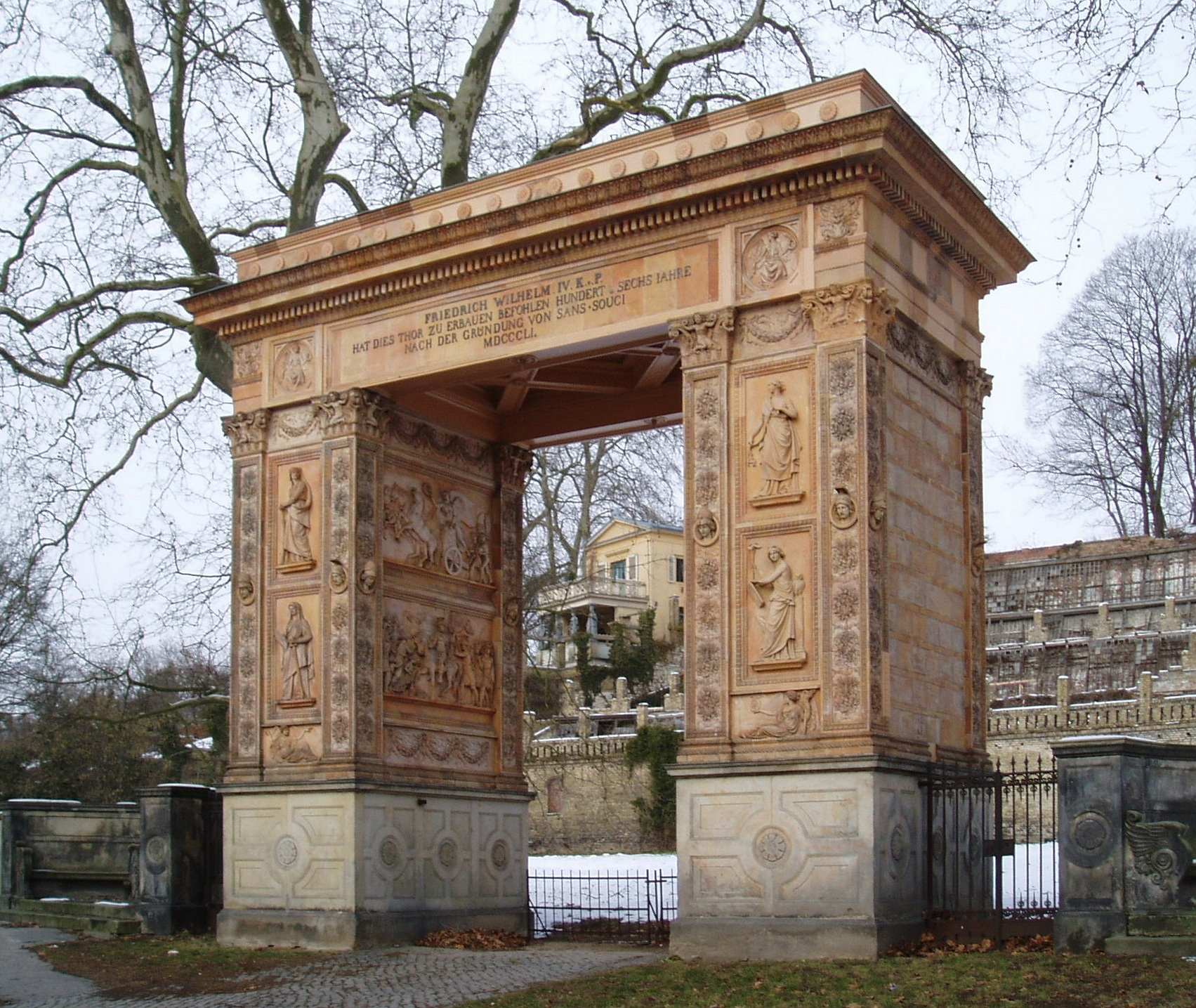
Triumphtor Potsdam
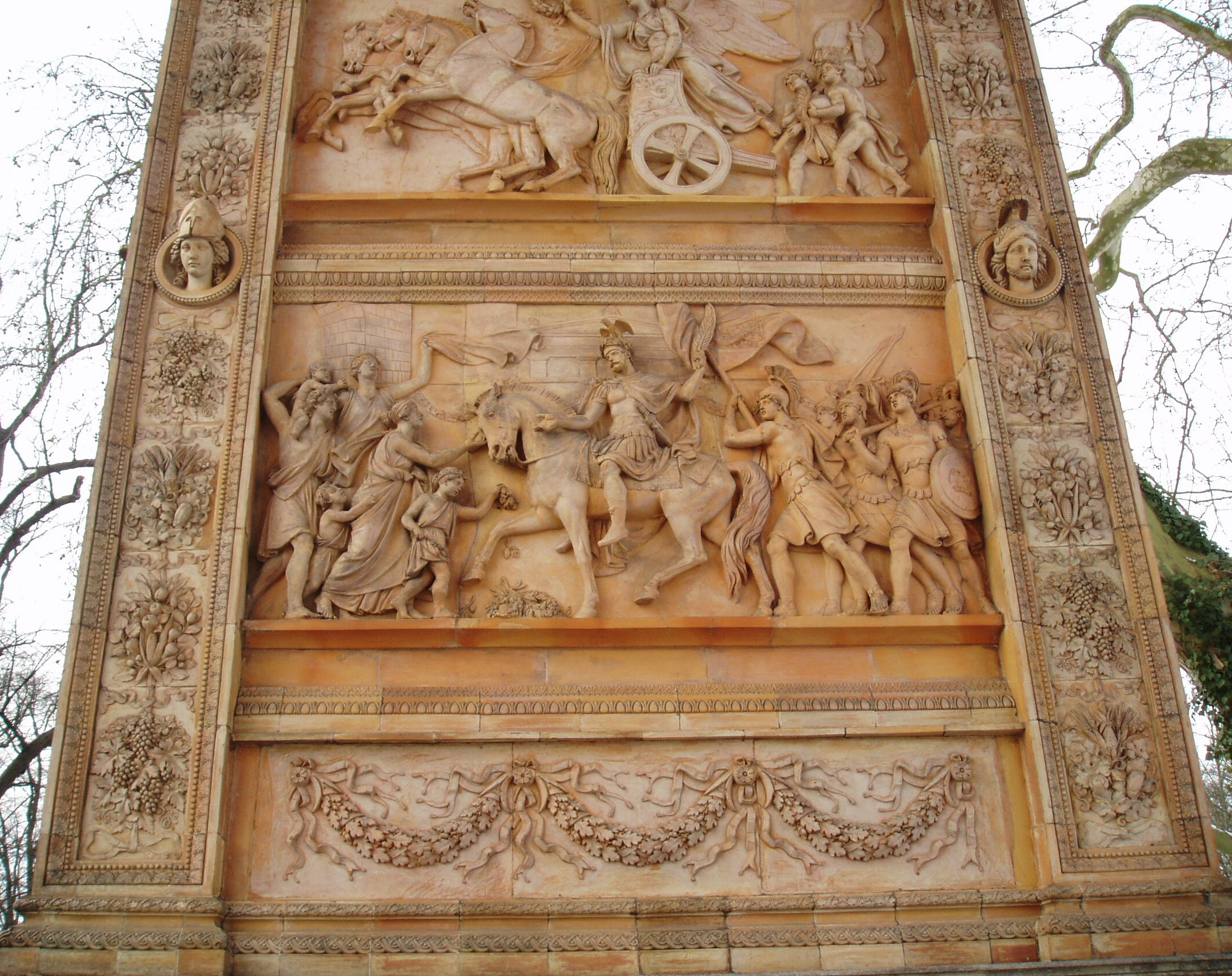
(2) Detail
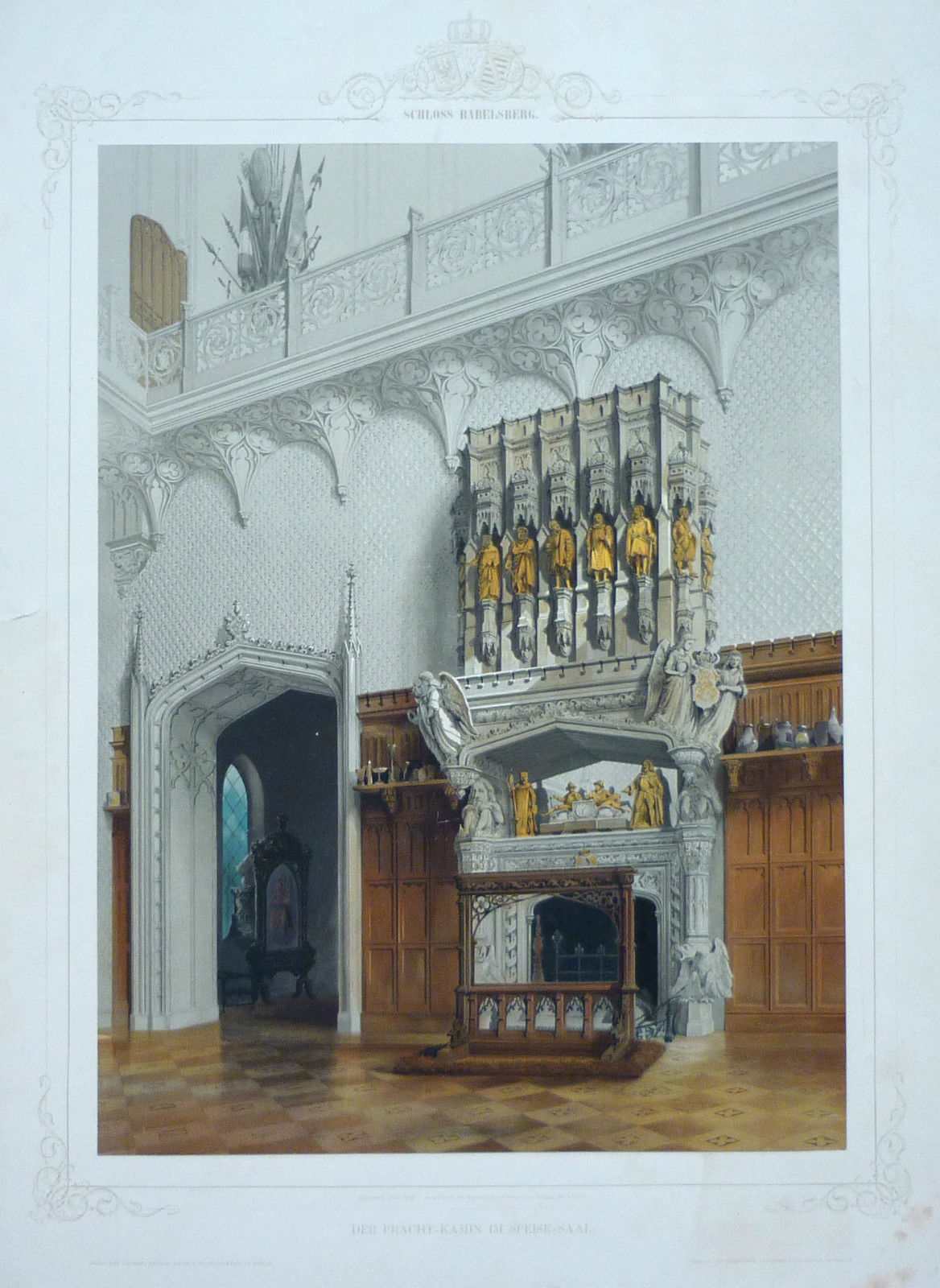
Kurfürstenfiguren am Prunkkamin Schloss Babelsberg
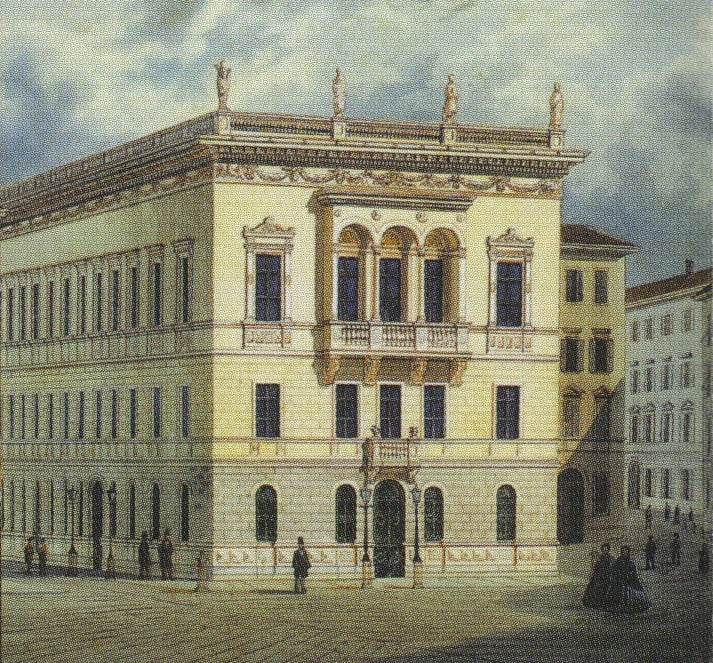
Skulpturenschmuck am/im Palazzo Revoltella in Triest

### Skulpturen
- „Fleiß“, „Eintracht“ („Concordia“), „Fischerei“, „Ernte“ (zusammen insgesamt etwa 2000 Exemplare in verschiedenen Varianten und Materialien produziert)
- „Echo“, „Löwenkämpfer“, „Weihnachten“
- „Morgen“, „Abend“ (im Bestand der Nationalgalerie Berlin erhalten)
- „Hyperboräischer Greif“ (1855, Bronze)
- „Justitia“ als Grabfigur (Grab Kisker in Misdroy)
- Standbilder brandenburgischer Kurfürsten im Schloss Monbijou Berlin
- Karyatiden „Musik“ und „Malerei“
- Brunnenfiguren:
  - „Knabe mit Schale“ (u. a. Park Glienicke[4], Orangeriehof Schwerin)
  - „Fischerknabe“
  - „Triton“
  - „Froschfontäne“ (Park Sanssouci)
  - Delfinbrunnen (Palaisgarten Detmold)[5]

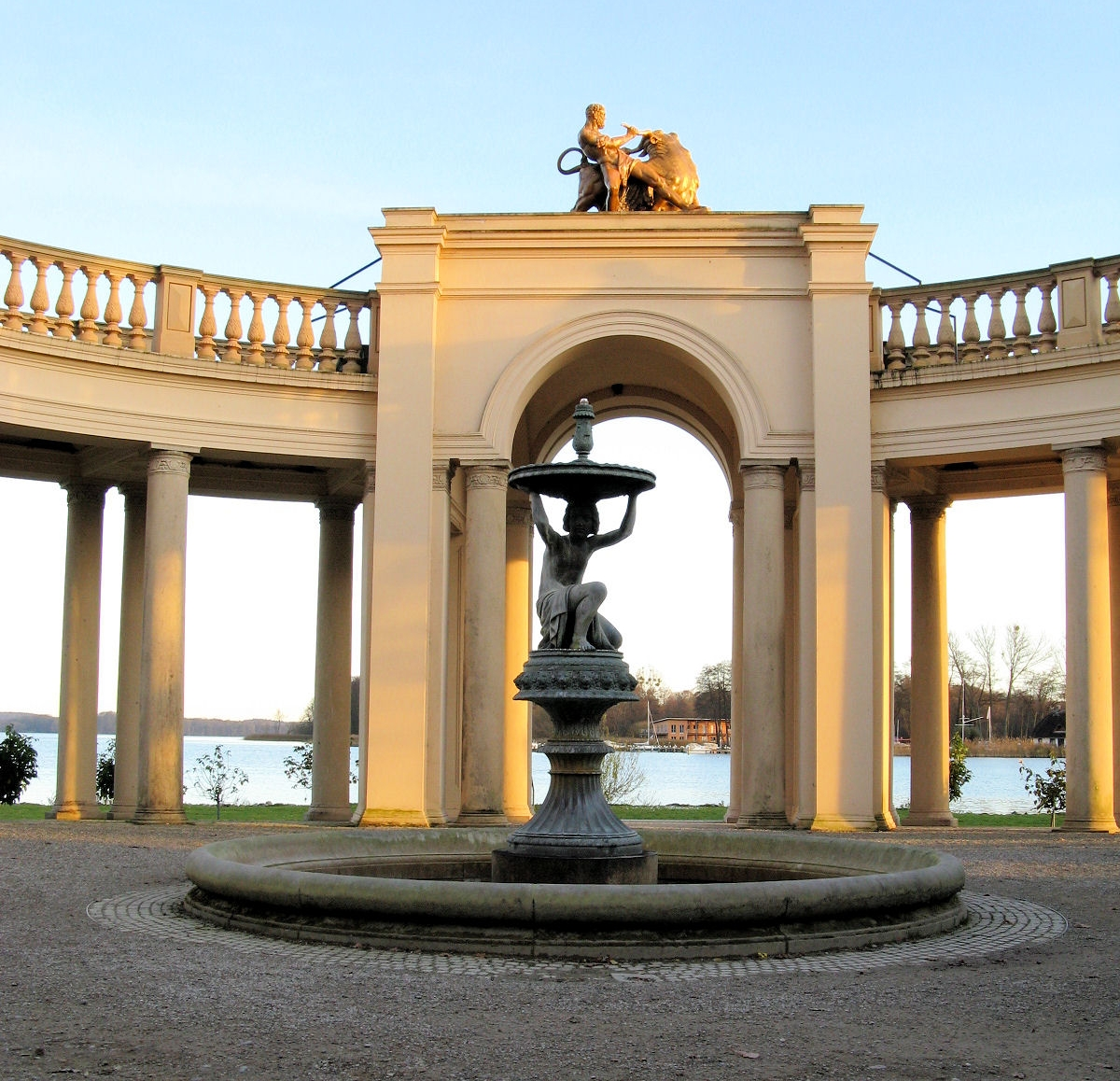
Knabenbrunnen in Schwerin
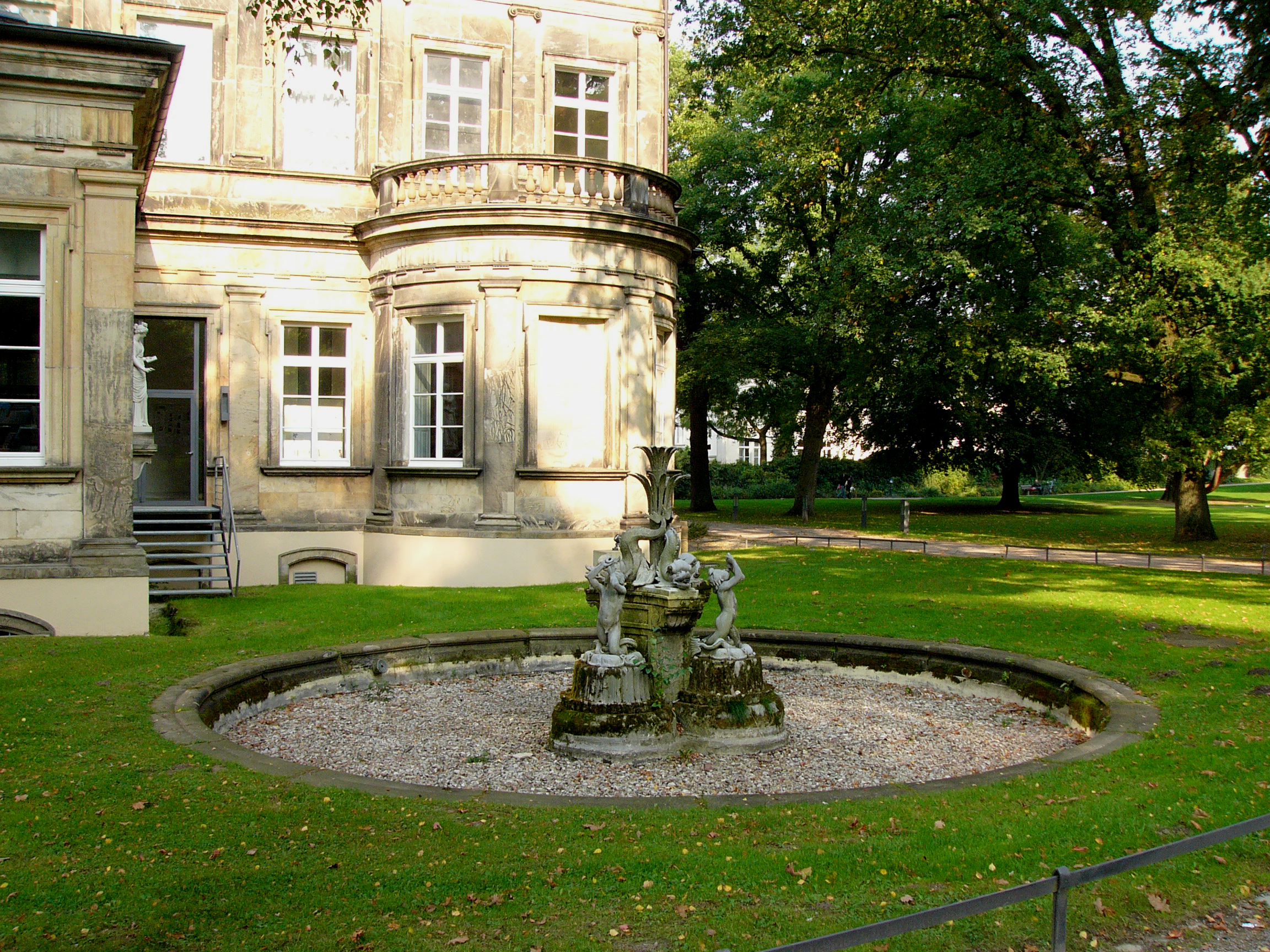
Delfinbrunnen in Detmold

### Büsten / Porträtreliefs
- König Friedrich Wilhelm IV.
- Kronprinz Wilhelm I.
- August Borsig
- Alexander von Humboldt
- Porträtreliefs zahlreicher Unternehmer, u. a. James Watt

### Weitere eigenständige Werke
- Standbilder Albrecht der Bär und König Friedrich Wilhelm I. als Festschmuck bei Enthüllung des Friedrichsdenkmals Berlin 1851 (10 Fuß groß)
- Standbilder Martin Luther und Philipp Melanchthon
- Modelle für Kachelöfen, Prunkvasen etc.